# Lekcjonarz 15
Lekcjonarz 15 (według numeracji Gregory-Aland), oznaczany przy pomocy siglum ℓ 15 – rękopis Nowego Testamentu pisany minuskułą na pergaminie w języku greckim z XIII wieku. Służył do czytań liturgicznych.

## Opis rękopisu
Kodeks zawiera wybór lekcji z Ewangelii do czytań liturgicznych, na 310 pergaminowych kartach (25,6 cm na 19,1 cm). Część kart kodeksu zaginęła. Lekcje pochodzą z Ewangelii Jana, Mateusza i Łukasza.
Tekst rękopisu pisany jest dwoma kolumnami na stronę, 22 lub 23 linijek w kolumnie.

## Historia
Paleograficznie datowany jest na wiek XIII. Rękopis badał Scholz, Paulin Martin.
Obecnie przechowywany jest we Francuskiej Bibliotece Narodowej (Gr. 302) w Paryżu.
Rękopis jest rzadko cytowany w naukowych wydaniach greckiego Novum Testamentum Nestle-Alanda (UBS3).